# Studii universitare de masterat
Studiile universitare de masterat sunt a doua treaptă a studiilor universitare, și care asigură aprofundarea în domeniul studiilor de licență sau într-un domeniu apropiat, dezvoltarea capacităților de cercetare științifică și constituie o bază pregătitoare obligatorie pentru studiile doctorale.
Conform procesului Bologna, treapta de masterat corespunde unui număr de 90 – 120 credite de studiu transferabile (ECTS). Prin excepție, în funcție de durata studiilor universitare de licență, limita inferioară poate fi de 60 de credite de studiu transferabile. Pentru cursurile de zi, numărul de credite transferabile alocat unui an de studiu fiind de 60, durata studiilor este de 1 – 2 ani.
Înscrierea la cursurile de masterat este condiționată de deținerea unei diplome de licență în domeniul respectiv sau unul înrudit. Finalizarea studiilor se face printr-un examen, în urma căruia se obține diploma de master. Diplomele de master atestă că titularii acestora au dobândit cunoștințe și competențe generale și de specialitate, precum și abilități cognitive specifice.
În cazuri justificate treptele de licență și masterat pot fi comasate, diplomele obținute fiind echivalente titlului de master.
Cunoscut ca și studiu universitar de ciclul doi, masteratul ajută la o mai profundă cunoaștere a informațiilor obținute in urma studiilor licenței sau în oricare alt domeniu. La master se pot înscrie doar cei care au terminat minim 3 ani de facultate.  Fiind privit ca și un studiu  superior, cu un grad ridicat de cunoștințe, masterul poate ajuta și în drumul către studii ca cele de doctorat.
In general, înscrierea la master se realizează din dorința de a evolua in domeniul ales, dar nu numai. Un master poate da ocazia absolventului de a se reprofila, de a se axa pe un nou domeniu de activitate, la care, pana în prezent, nu a putut avea acces. În cadrul cursurilor de masterat, pe  lângă acumularea de noi informații, mai sunt prezente și sarcini de prezentare a unor lucrări cu un conținut ridicat de profesionalism, cu ajutorul cărora sunt testate adevăratele aptitudini ale studentului.
Conform specialiștilor, masterul nu a fost și nu este considerat ca principalul atu într-o posibilă angajare. De ce? Pentru că în cele din urmă, indiferent dacă absolventul a urmat cursuri de master, importantă rămâane experiența profesională în domeniu, și nu diploma obținută.
Cu toate acestea, absolvenții ciclului doi de studiu universitar sunt considerați a fi cu un pas înaintea licențiaților, datorită cantității impresionante de informații, dar și practicii dobândite în cei doi ani de master. Concluzia: o mai rapidă avansare pe plan profesional.